# Sitía
Sitía (En griego: Σητεία) es una ciudad costera de la unidad periférica de Lasithi, la cual es parte de Creta (Grecia). La ciudad está situada al este de Ágios Nikolaos y al noreste de Ierápetra. El puerto de Sitía está situado en el mar Egeo y la ciudad cuenta con 8.900 habitantes. La Ruta Europea, que termina en Vardø, comienza en Sitía. La ciudad cuenta con un aeropuerto: El Aeropuerto Público de Sitía. Aún no ha sufrido los efectos del turismo de masas a pesar de tener una larga playa que llega hasta Vai y varios sitios de interés histórico; incluso así, la ciudad es visitada por pocos turistas.

## Municipio

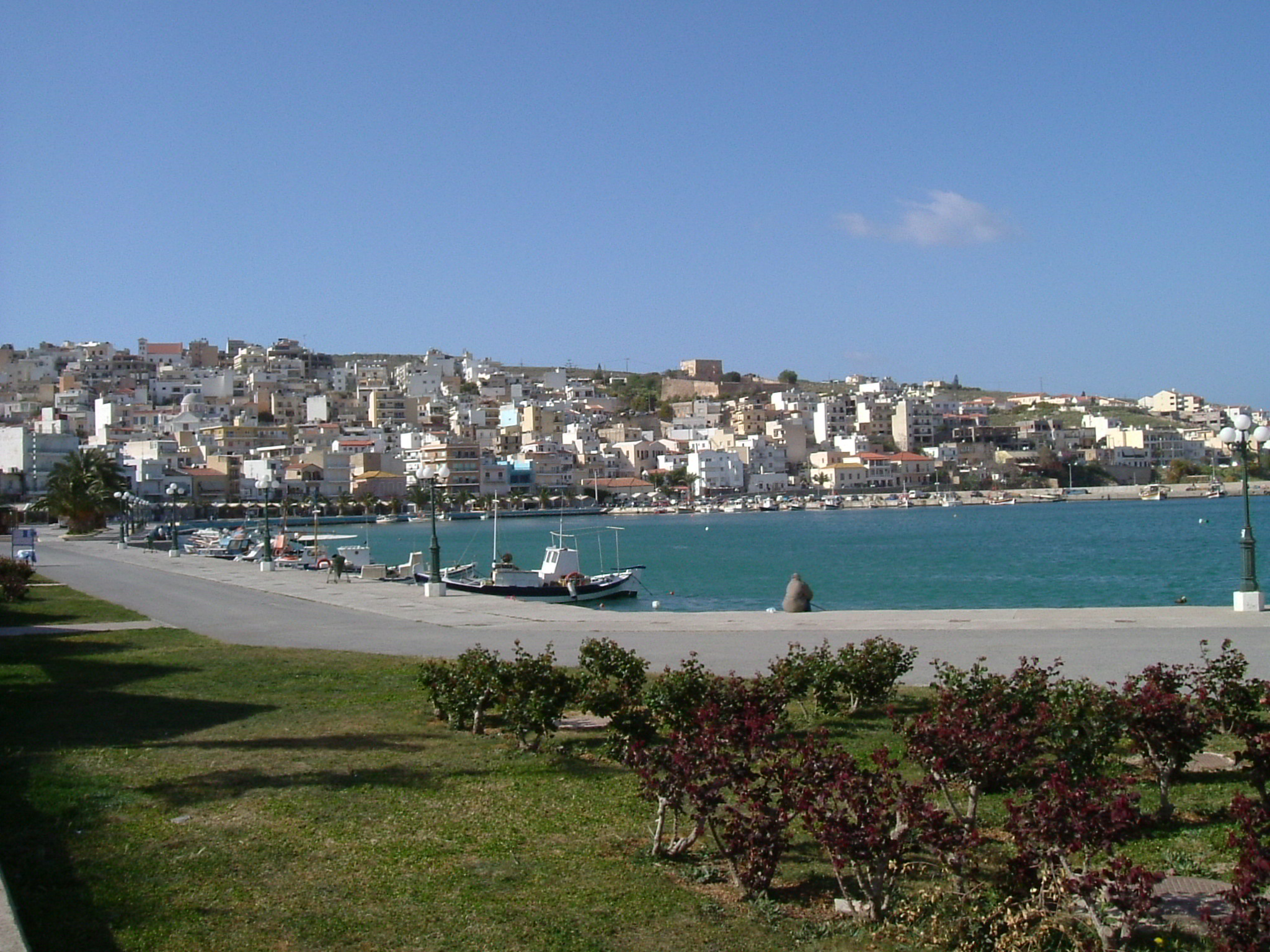
Vista del puerto.

El municipio de Sitía se formó en 2011 con la reforma del Plan Calícrates, la cual estipula que el municipio de Sitía se constituiría de la unión de los cuatro siguientes municipios, que pasarían a ser unidades municipales:
- Itano
- Lasithi
- Lefki
- Sitía

## Historia
Los primeros indicios de asentamientos en la zona datan de antes de los minoicos. Excavación en las cercanías descubrieron restos arquitectónicos que datan del final del Neolítico (3000 a. C.) y de la Edad del Bronce (3000 a.C - 1050 a. C.). Además, en el área que comprende el municipio, se han encontrado varios asentamientos minoicos, como en Itano o Mochlos. Según Diógenes Laercio, Sitía era la ciudad natal de Misón de Quene, uno de los siete sabios de Grecia.

### Periodo veneciano
La ciudad fue expandida y fortificada por los venecianos, que la usaron como base de operaciones en el Mediterráneo Oriental. Durante la ocupación veneciana, la ciudad se destruyó tres veces: Por un terremoto en 1508, por un ataque por parte de piratas en 1538 y finalmente por los mismo venecianos en 1651. Más tarde, la ciudad pasó bajo dominio otomano.

### Era moderna
Tras la marcha de los venecianos de Creta, la ciudad se abandonó durante dos siglos hasta que fue repoblada por granjeros en 1869. El legado veneciano más importante de la ciudad es el "Kazarma" (Procedente del italiano, Casa Di Arma), una fortaleza situada en lo alto desde donde se vigilaba el puerto.

## Infraestructuras

### Aeropuerto Público de Sitía
El municipio de Sitía cuenta con un aeropuerto que recibe vuelos de cabotaje. El primer aterrizaje en un vuelo en el aeropuerto fue el 7 de junio de 1984 y dos días más tarde, el aeropuerto se abrió al público. En mayo de 1993 se completaron las obras de nuevos edificios en el aeropuerto, además de una torre de control y en 2003 se terminaron las obras de extensión de las pistas. Recientemente, las autoridades locales han llegado a acuerdos con distintas agencias de viajes internacionales para organizar vuelos chárter regulares al aeropuerto y están en proceso de negociaciones con la compañía low-cost Ryanair.

### Puerto de Sitía

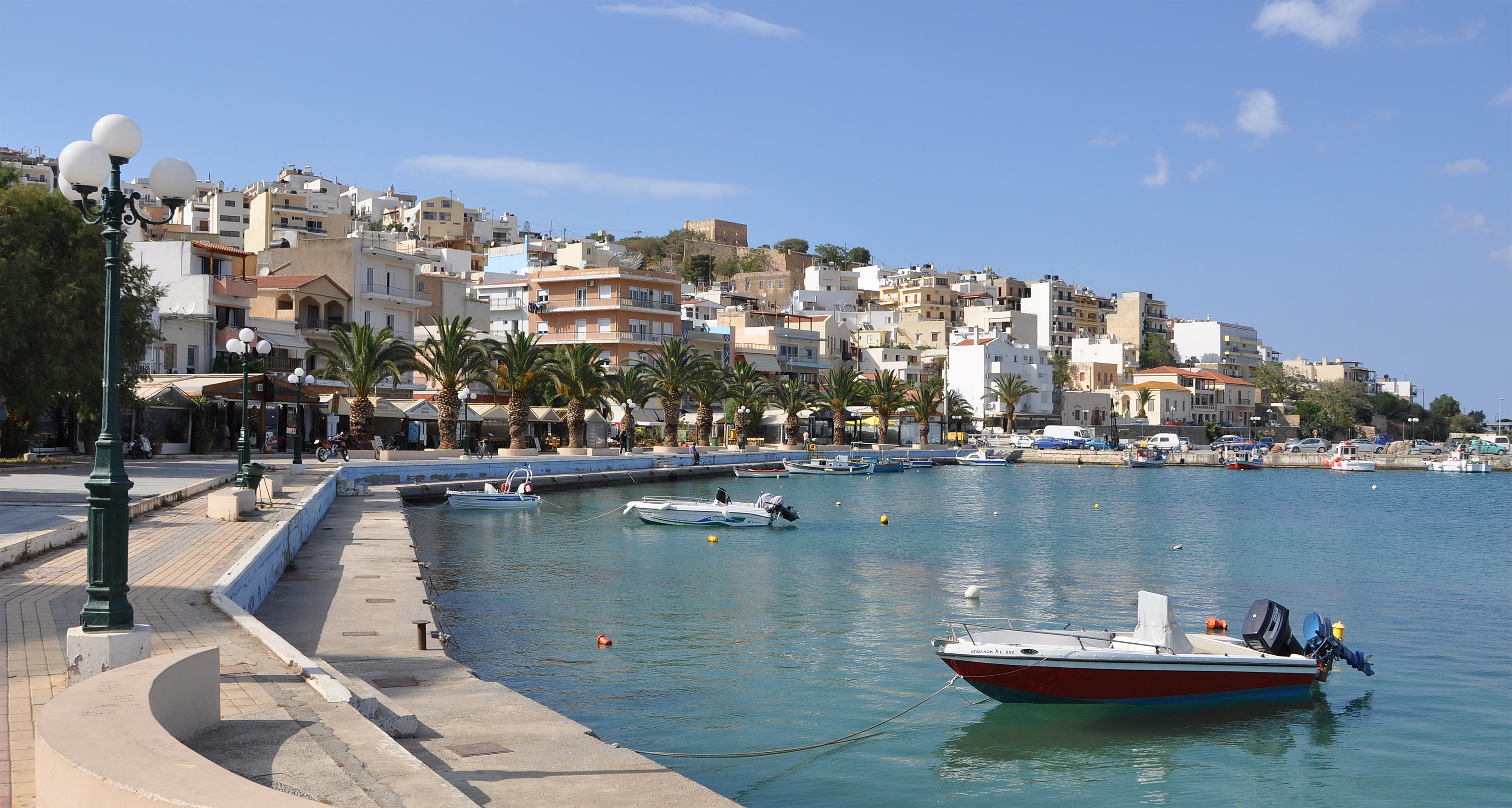
Vista del puerto de la ciudad

La ciudad cuenta con un puerto que la conecta con El Pireo, además de con muchas otras islas. también tiene un puerto deportivo.

### Hospital General de Sitía
El Hospital General de Sitía fue fundado en 1947 como un centro de salud para más tarde, en 1994, fue relocalizado a un edificio de 7500m² con capacidad para 110 enfermos y se compró material nuevo para satisfacer las necesidades médicas de la zona.

### Enseñanza
La ciudad cuenta con seis jardines de infancia, así como cuatro escuelas de primaria. También hay dos institutos y un liceo. El bachillerato puede cursarse en la IEK de Sitía, que cuenta con un Departamento de Dietética - Nutrición de Creta.

## Zonas protegidas por el gobierno griego
Hay ciertos sitios del municipio de Sitía protegidos por el gobierno griego como parques nacionales o refugios bajo las leyes nacionales e internacionales. Algunos ejemplos son:
- Las Islas Dionysades: estas islas tienen un gran número de especies de plantas y animales en peligro de extinción como son el halcón o el halcón de Eleonor.

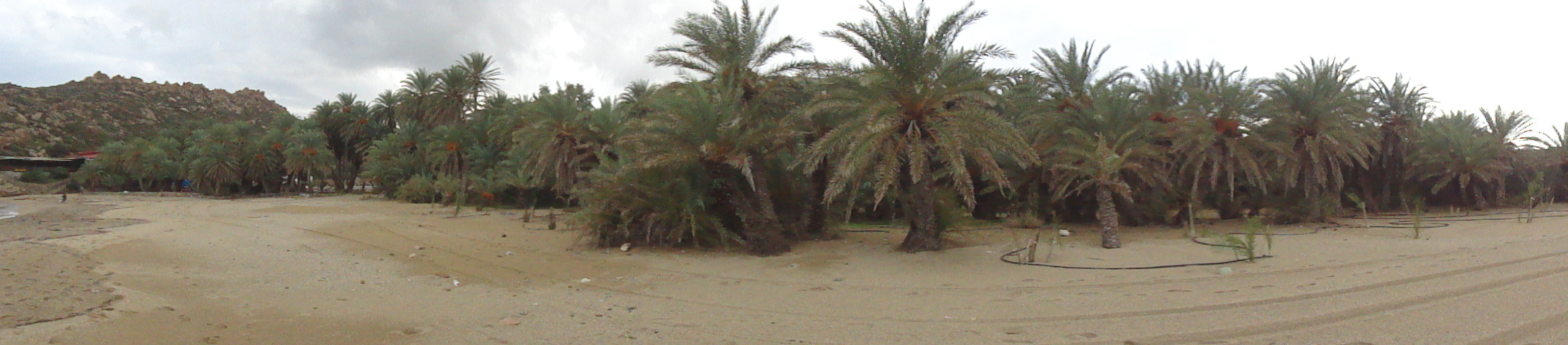
Vista panorámica del Palmeral de Vai.

- El bosque de palmeras de Vai.
- El Cañón de Richtis y la cascada.

## Sitios de interés
- Playa y bosque de Vai, el mayor bosque de palmeras de Europa.Palmeral de Vai

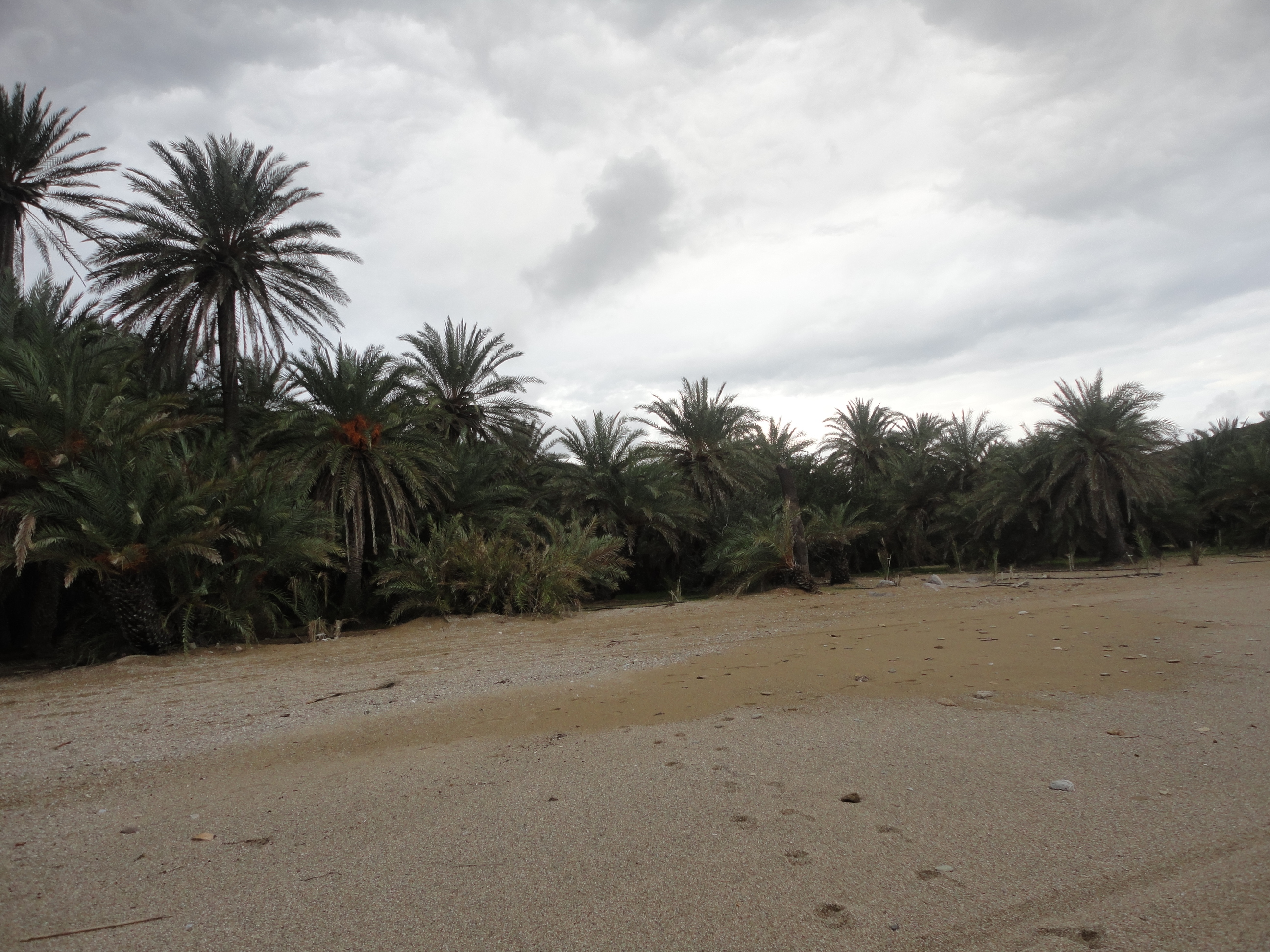
Palmeral de Vai

- Moni Toplou, construido en el siglo XIV, es uno de los monasterios más importantes de Creta.
- Fortaleza Kazarma. Patio de la Kazarma, donde se realizan las actividades al aire libre en la Kornaria.
- Cañón de Richtis en Exo Mouliana.

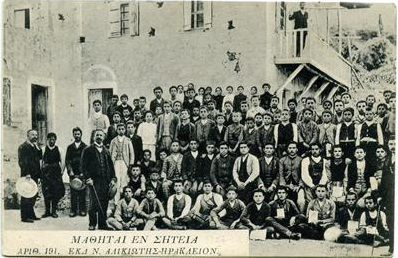
Patio de la Kazarma, donde se realizan las actividades al aire libre en la Kornaria.

- Cañón de la Muerte (En Kato Zakros).
- Restos arqueológicos del Neolítico y Edad de Bronce.
- Los restos del palacio minoico de Zakro.[4]
- La ciudad de Preso.[4]

### Museos

#### Museo Arqueológico
El museo cuenta con piezas desde el año 3500 a. C. hasta el 500 a. C. Está dividido en cinco salas ordenadas cronológicamente y contiene una amplia colección de vasijas, tablillas de arcilla con inscripciones en lineal A encontradas en Zakro, figurillas y un molino. La pieza más importante de la colección es una figurilla de un hombre hecha de oro y marfil hallada en Rusólakos, cerca de Palaikastro.

#### Museo de la Cultura de Sitía
El Museo de la Cultura de Sitía cuenta con piezas de los siglos XIX y XX. En la colección hay, entre otros, maderas talladas, trajes locales y decoración. El museo está ubicado en una casa tradicional cretense. Hay otro Museo de la Cultura en Hamezi, también en una casa tradicional cretense que tiene objetos relacionados con el vino y prensadoras, además de objetos de hierro.

### Monasterios

#### Monasterio de Kapsa
El Monasterio de Kapsa está situado al pie de una montaña cerca del cañón Pervolaki, con vistas al Mar de Libia, a 9 kilómetros del pueblo de Makriyialos.

#### Monasterio de Toplos
Ya en 1704, el Monasterio de Toplos gozaba de privilegios ya que no tenía que pagar impuestos. En 1798, el patriarca de Constantinopla declaró al monasterio y a sus alrededores como "incultivables" y no se podía acceder a él salvo si tenías un permiso.
El monasterio está dedicado a San Jorge (Agios Georgios) y actualmente está regido por el abad Filotheos Spanoudakis, el que ha restaurado el monasterio y ha fundado un Museo de Iconos, que contiene una colección de iconos, biblias, hábitos y cruces de oro y plata. El comedor del monasterio ha sido recientemente restaurado por el pintor Manolis Betinakis con pinturas al fresco.

## Fiestas

### Kornaria
La Kornaria es un festival que comienza a principios de julio y dura hasta mediados de agosto. Hay conciertos, bailes y teatro, además de pintura, fotografía y eventos deportivos como la Carrera de Kornarios o la Competición de Voleibol. Las competiciones al aire libre se hacen cerca de la Kazarma y las que son interiores se realizan en el "Polikendro".

### Otras fiestas
Además de la Kornaria, en el municipio de Sitía hay muchas otras fiestas como la "Kazanemata" (festival del Rakí) y el Klionas. El ayuntamiento de Sitía organiza estas fiestas para que los turistas conozcan las tradiciones de Sitía.

## Situación
| Noroeste: Mar de Creta                    | Norte: Mar de Creta, Giannada y Dragonada | Noreste: Bahía de Sitía, Vai y Erimoúpoli |
| Oeste: Agios Nikolaos                     |                                           | Este: Bahía de Sitía                      |
| Suroeste: Xirolimni, Zakros y Kato Zakros | Sur: Piakokéfalo y Chandrás               | Sureste: Skopí y Skordilo                 |

## Ciudadanos ilustres
- Vitsentzos Kornaros, poeta
- Myson, filósofo
- Stratis Kalogeridis, músico
- Giannis Dermitzakis, músico
- Katerina Papoutsaki, actriz
- Giannis Savvidakis, cantante
- Giorgos Mazonakis, cantante
- Eleni Kastani, actriz
- Jenny Hiloudaki, modelo
- Seraina Kazamia, modelo

## Galería

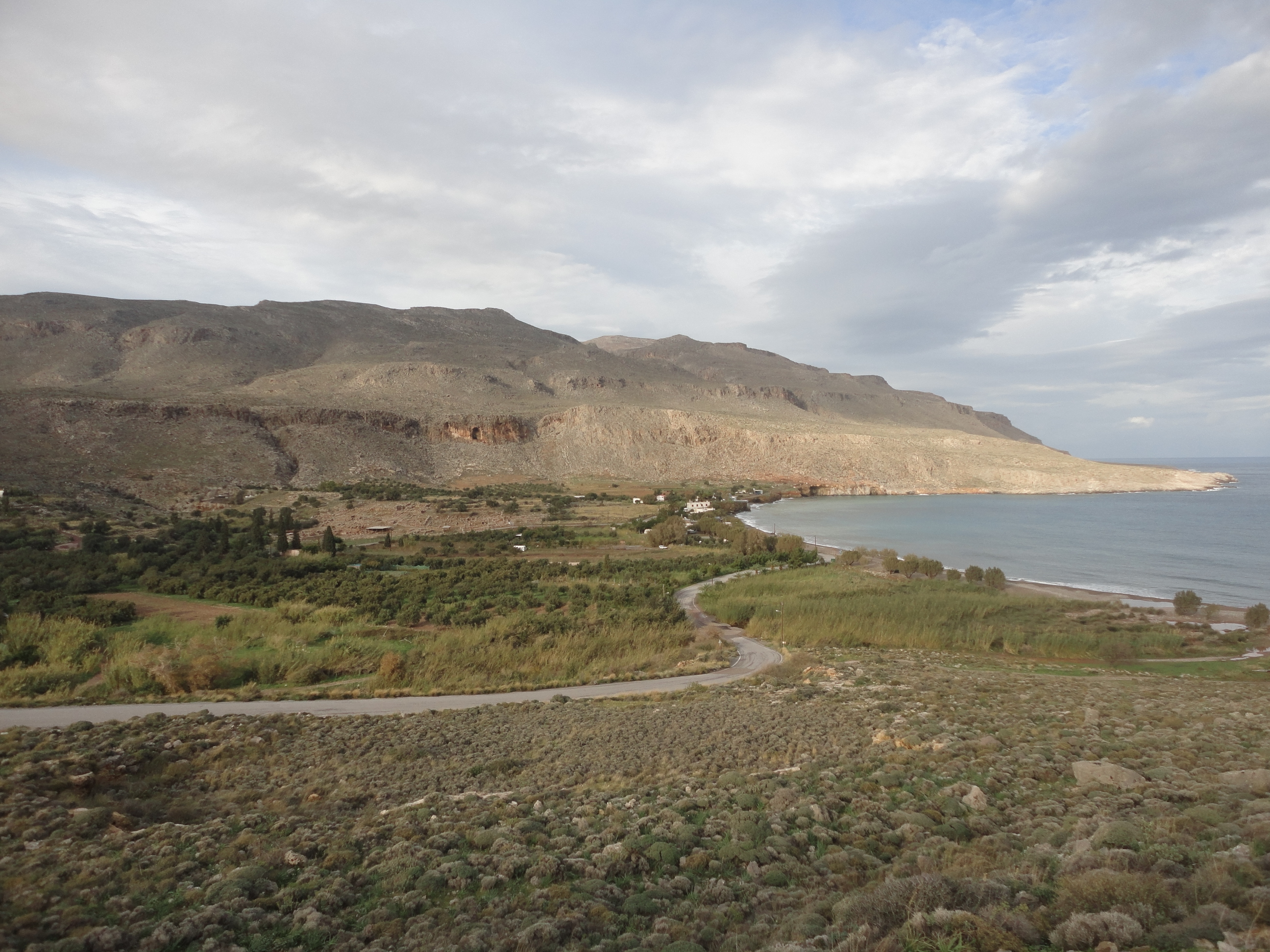
Kato Zakros
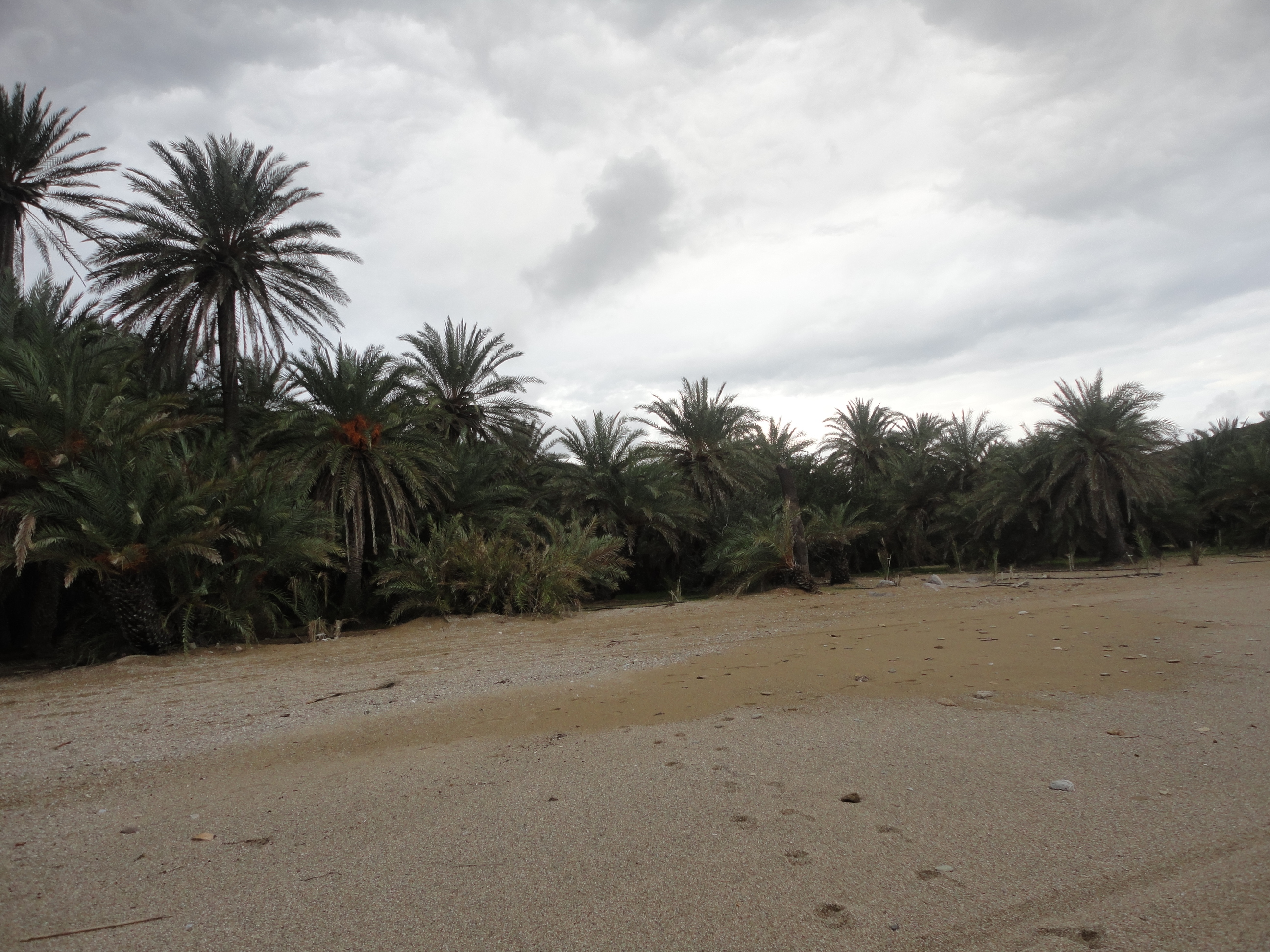
Palmeral de Vai
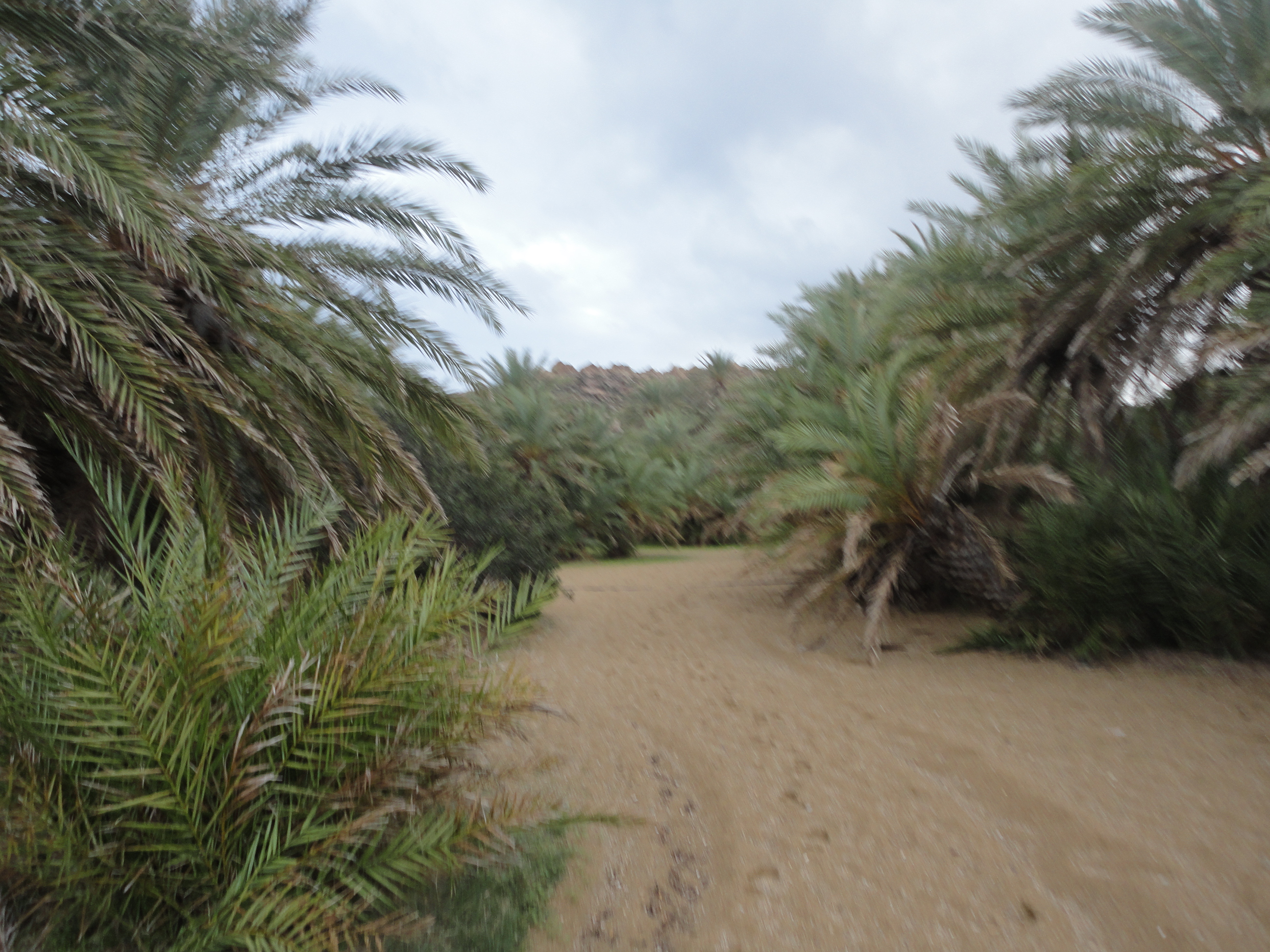
Interior del palmeral
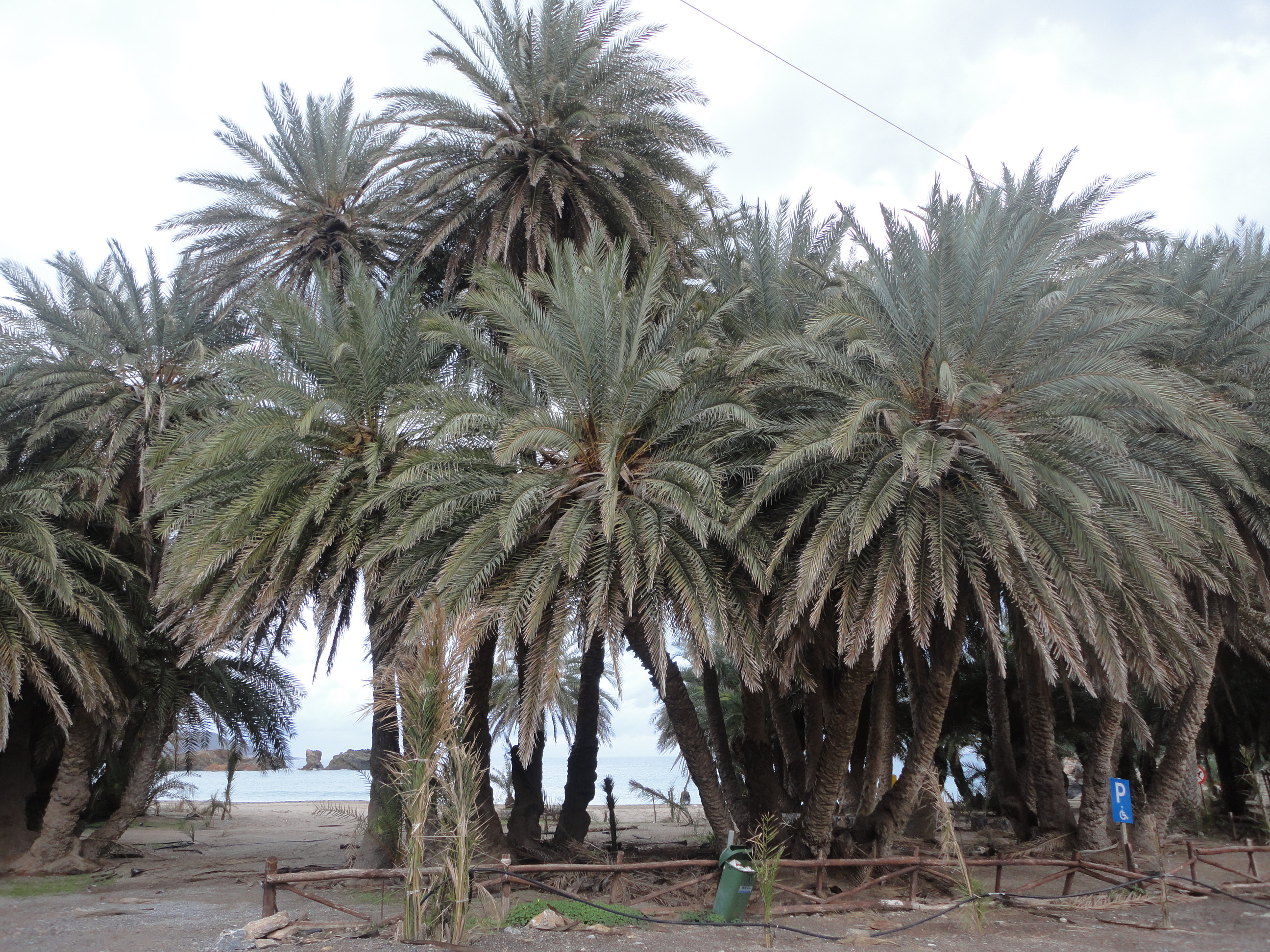
Palmeras en Vai
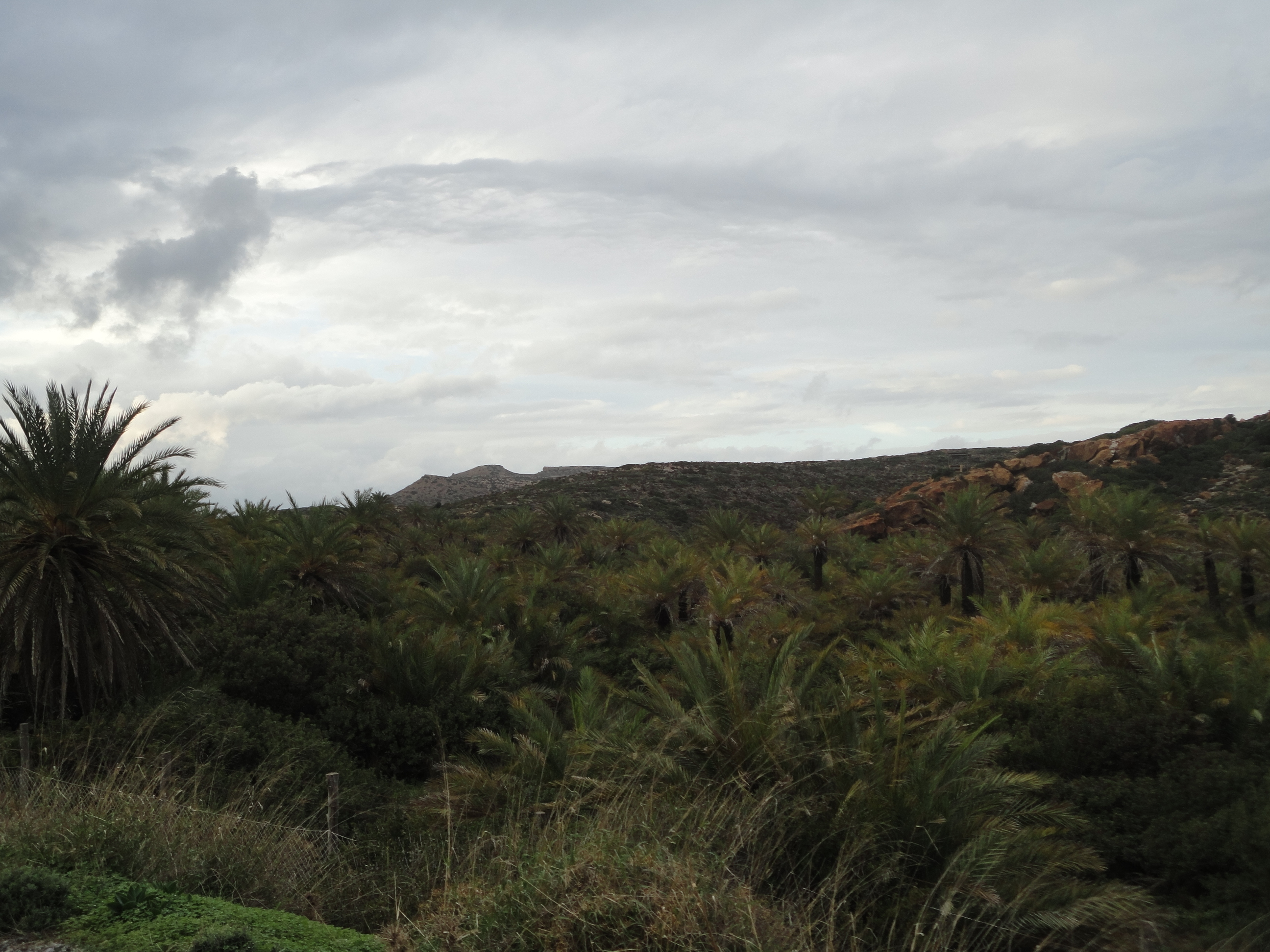
Vista del palmeral desde lejos